# Tha Block Is Hot
Tha Block Is Hot är debutalbumet av den amerikanska rapparen Lil Wayne, släppt den 2 november 1999 på Cash Money Records. Lil Wayne var då 17 år gammal.
Låten "Tha Block Is Hot" utsågs av VH1 till den 50:e bästa hiphop-låten någonsin.

## Låtlista
1. "Intro" (feat. Big Tymers) – 1:47
2. "Tha Block Is Hot" (featuring B.G., Juvenile) – 4:12
3. "Loud Pipes" (feat. B.G., Big Tymers, Juvenile) – 5:14
4. "Watcha Wanna Do" – 3:50
5. "Kisha" (feat. Hot Boys) – 4:17
6. "High Beamin'" (feat. B.G.) – 4:09
7. "Lights Off... Pants Off" – 4:06
8. "Fuck tha World" – 4:46
9. "Remember Me" (feat. B.G.) – 3:54
10. "Respect Us" (feat. Juvenile) – 5:01
11. "Drop it Like it's Hot" (feat. B.G., Big Tymers, Juvenile) – 5:14
12. "Young Playa" (feat. Big Tymers) – 3:47
13. "Enemy Turf" (feat. Juvenile) – 4:19
14. "Not Like Me" (feat. B.G., Paparue, Big Tymers) – 4:03
15. "Cum On Me" (feat. B.G.) – 3:35
16. "Up to Me" (feat. Turk) – 4:31
17. "You Want War" (feat. Turk) – 3:25